# 関成次
関 成次（せき なりつぐ）は、安土桃山時代から江戸時代前期にかけての武将。美作国津山藩家老。津山藩2代藩主・森長継、宮川藩初代藩主・関長政の実父。

## 略歴
織田氏家臣・関成政の五男として誕生。
天正12年（1584年）、父・成政が小牧・長久手の戦いで戦死したため、母と共に母方の叔父・森忠政を頼る。成長して忠政の家臣となり、その娘・郷を娶り家継、長政、衆之の三子を儲けた。舅・忠政の男子がすべて早世したため、寛永10年（1633年）嫡男の家継（長継）がその養嫡子となる。同年忠政が死去したため、長継がその跡を継いで第2代藩主となった。寛永11年（1634年）、長継の家督相続の御礼言上の際に、森家家老の大塚主膳三俊、森采女可春、各務主水正利、森左近正信とともに二条城で将軍徳川家光に拝謁した。
万治3年（1660年）8月22日死去。

## 系譜
- 父：関成政（1552-1584）
- 母：碧松院 - 森可成の娘
- 正室：郷 - 森忠政の三女
  - 長男：森長継（1610-1698） - 森忠政の養子
  - 次男：関長政（1612-1698）
- 生母不明の子女
  - 男子：関衆之
  - 女子：長 - 森三信正室
  - 女子：伊勢松 - 森正方正室